# 포르투갈의 로마 가톨릭교회
이 문서는 포르투갈의 로마 가톨릭교회 문서이다. 현재 포르투갈 전체 국민의 84%인 약 9백만 명이 가톨릭 신자이다. 포르투갈에는 스무 곳의 교구와 2,789명의 성직자를 보유하고 있다. 특히 포르투갈에는 성모 마리아가 발현한 곳으로 알려지면서 주요 순례지로 각광받고 있는 파티마가 있다.  현재 포르투갈에 소재해 있는 가톨릭교회의 교구들은 아래와 같다.

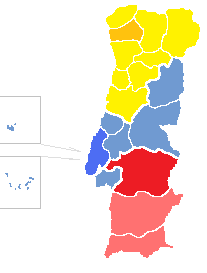
포르투갈의 가톨릭교회 교구

## 리스본 관구(파란색)
- 리스본 총대주교구 (관구장담당교구)
- 앙그라 교구
- 푼샬 교구
- 구아르다 교구
- 레이리아-파티마 교구
- 포르탈레그르-카스텔루브랑쿠 교구
- 산타랭 교구
- 세투발 교구

## 브라가관구(노란색)
- 브라가 대교구 (관구장당당교구)
- 아베이루 교구
- 브라간사-미란다 교구
- 코임브라 교구
- 라메구 교구
- 포르투 교구
- 비아나두카스텔루 교구
- 빌라헤알 교구
- 비제우 교구

## 에보라관구(붉은색)
- 에보라 대교구 (관구장담당교구)
- 베자 교구
- 파루 교구

## 같이 보기
- 파티마의 성모